# Gunnarea gaimardi
Gunnarea gaimardi är en ringmaskart som först beskrevs av Jean Louis Armand de Quatrefages de Bréau 1848.  Gunnarea gaimardi ingår i släktet Gunnarea och familjen Sabellariidae. Inga underarter finns listade i Catalogue of Life.